# سیارک ۱۲۴۲۶
سیارک ۱۲۴۲۶ (به انگلیسی: 12426 Racquetball، نامگذاری:1995VL2) دوازده هزار و چهارصد و بیست و ششمین سیارک کشف شده‌است که در ۱۴ نوامبر ۱۹۹۵ کشف شد.
قدر مطلق سیارک برابر ۱۴٫۰۰ است.